# Kosse (Teksas)
Kosse je gradić u američkoj saveznoj državi Teksas. Prema popisu stanovništva iz 2010. u njemu je živjelo 464 stanovnika.